# هوندینگ
هوندینگ (به آلمانی: Hunding) یک شهر در آلمان است که در دگندورف واقع شده‌است.

## خصوصیات
هوندینگ ۱۴٫۶۷ کیلومترمربع مساحت دارد ۴۶۸ متر بالاتر از سطح دریا واقع شده‌است.